# 苞

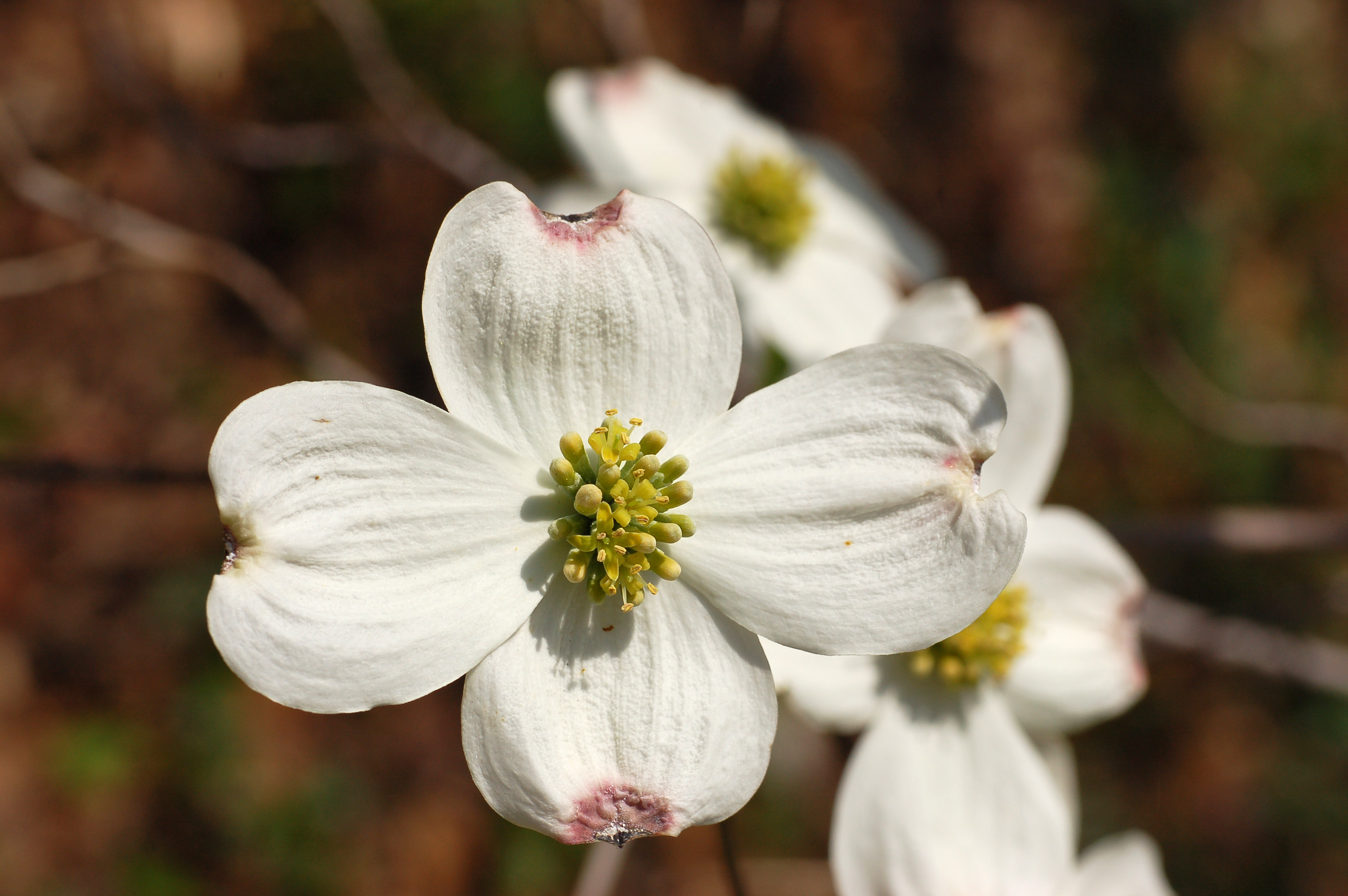
ハナミズキ（ミズキ科）では、小さな花が多数密集し、4枚の大きな総苞片で囲まれている。

苞（ほう; 包、英: bract）とは、1個の花または花の集まり（花序）の基部にある特殊化した葉のこと。苞葉（ほうよう; 包葉、bract leaf）ともよばれる。この葉が形態的にふつうの葉（普通葉）と変わらない場合は、苞とはよばれない。また狭義には、苞は葉腋に1個の花をつける特殊化した葉を意味する。
一方、花序の基部にある特殊化した葉は総苞片、その集合は総苞（involucel）ともよばれる。また、花柄などについている小さな葉的構造は小苞（bracteole, bractlet）とよばれる。
なお、苞（つと）と読んだ場合は、わら（藁）や竹の皮などで作られた食品の入れ物（例: 納豆の苞）、または旅の土産を意味する。

## 定義

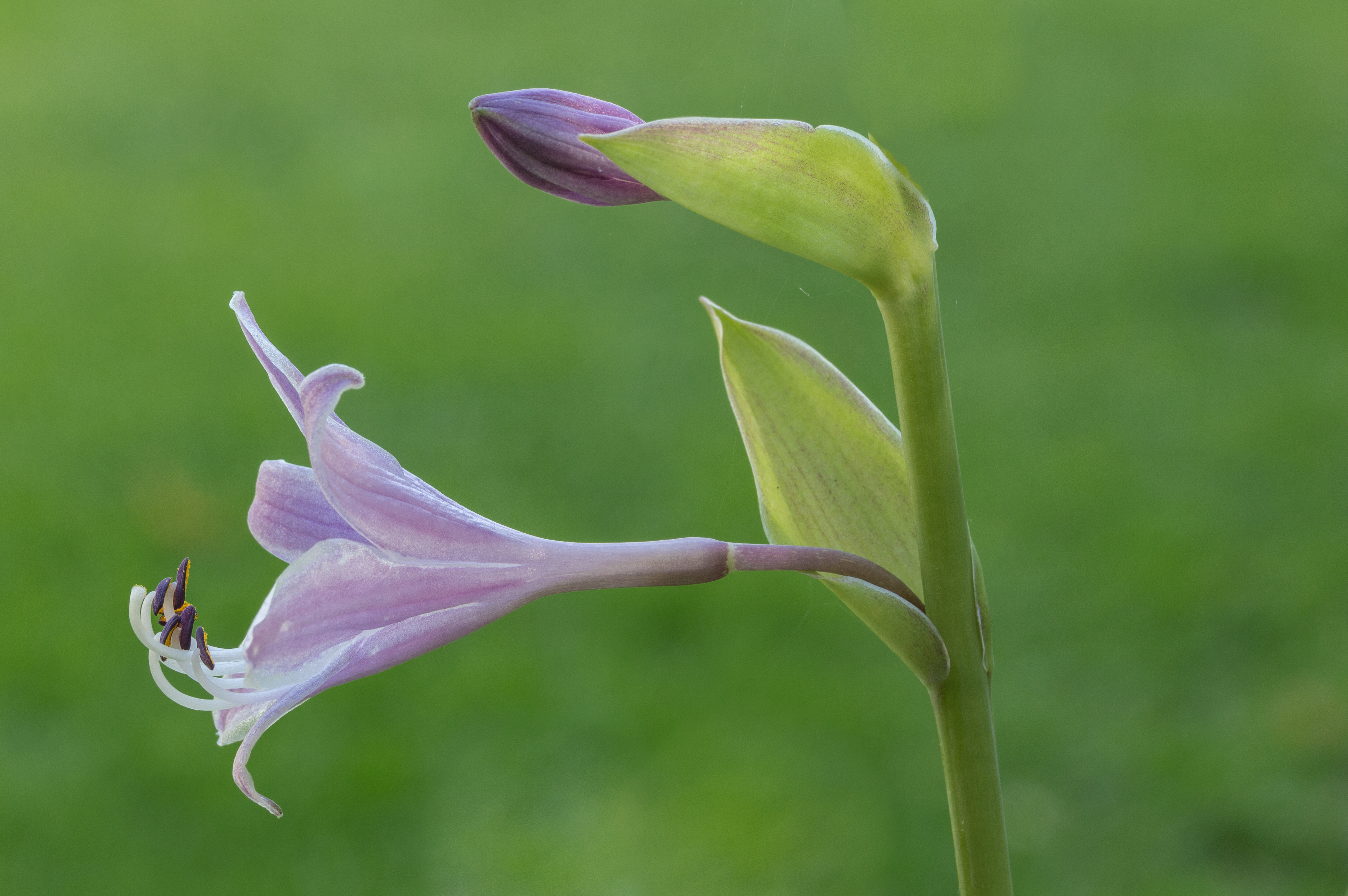
ギボウシ（キジカクシ科）の花: 基部に苞がある。上部のつぼみは苞で包まれている。

1個の花または複数の花をつけたシュート（花序）の基部にあり、これを抱く特殊化した葉は、苞（包）または苞葉（包葉）とよばれる。ただし、苞葉の集合名称を苞としていることもある。
種子植物において、側芽は基本的に葉腋（茎において、葉の表側（向軸側）基部と接する付近）に形成され（腋芽）、このような芽を抱く葉は蓋葉（がいよう; subtending leaf）とよばれる。花や花序となる芽も同様であり、このような芽を抱く蓋葉が苞に相当する。ただし、この葉が大きさや形、色などの点でふつうの葉（普通葉）と変わらない場合は、ふつう苞とはよばれない。また、アブラナ科の多くの種のように、苞を全く欠くものもいる。ただし、厳密には蓋葉に相当しないものでも、花序などの基部についている特殊化した葉は、苞とよばれている。
苞はふつう緑色で普通葉より小さいが、大きく目立つ色をしていることもある。一般的に、苞は花や花序が芽である時期にこれを保護しており、開花時には落ちてしまうこともあるが、残存することもある。特に大きく派手なものは、花弁の代わりに送粉者への広告塔として機能している（ブーゲンビリア、ハナミズキなど）。
苞（包、苞葉、包葉）は、広義には花序、花の基部にある特殊化した葉を示すが、狭義には、腋に1個の花をつけるもののみを示す。一方、花序の基部にある特殊化した葉は、総苞（個々の要素は総苞片）とよばれる（下記参照）。
維管束植物は、光合成のための一般的な葉（普通葉）の他に、特殊化した葉をつける。このような葉は、シュートの下部につく低出葉（cataphyll）と、シュートの上部につく高出葉（hypsophyll）に分けられることがある。苞（総苞片、小苞を含む）は、典型的な高出葉である。

## 総苞
花序の基部にある苞は総苞片（総苞葉、involucral scale）、総苞片の集合からなるまとまりは総苞（involucre）とよばれる。また、複合花序（花序が組み合わさって構成されている大きな花序）を形成している場合、その構成単位である花序（小花序）の総苞は小総苞（involucel）、小総苞を構成する個々の単位は小総苞片（involucel segment）とよばれる。
キク科やマツムシソウ属（スイカズラ科）の頭状花序（頭花）の基部には総苞が存在し、萼のように見える。キク科においては、総苞の特徴は重要な分類形質となることがある。ドクダミ（ドクダミ科）やヤマボウシ（ミズキ科）では、小さな花が密集しており、その周囲に大きく派手な総苞片がついているため、これが1個の大きな花のように見える。このように小さな花が密集して1個の花のように見えるものを偽花という。また、以下のように特別な名称でよばれる総苞、総苞片もある。
仏炎苞（spathe, spatha）
ミズバショウ、ザゼンソウ、マムシグサのようなサトイモ科の植物では、太い花序軸に小さな花が密についており（肉穂花序）、これが仏炎苞とよばれる大きな総苞片で包まれている。ミズバショウのように送粉者に対する視覚的な目印となるものや、マムシグサのように送粉者を閉じ込める罠として機能するものがある。
杯状体（cyathophyll）
トウダイグサ属（トウダイグサ科）の植物では、1個の雄しべだけからなる複数の雄花と、1個の雌しべだけからなる1個雌花が集まって特殊な花序（杯状花序）を形成する。この花序は総苞に囲まれ、この総苞は杯状体ともよばれる。杯状体には腺体とよばれる分泌構造が付随し、蜜を分泌する。さらにポインセチアなどでは、複数の杯状花序が色鮮やかな特殊な葉で囲まれており、この葉も苞とよばれることがある。
核斗（cupule, cupula）
クリやブナ、クヌギなどブナ科の植物では、雌花の集合の基部に、多数の総苞片が癒合した核斗とよばれる椀状の構造が形成されている。クリでは雌花が3個集まっているが、ブナでは2個、クヌギやシラカシでは1個まで減少している。クヌギのように多数の総苞片の先端が合着せずに突出しているものから、シラカシのように多数の総苞片が完全に癒合しているものまである。
苞穎（glume）
イネ科の植物は小穂とよばれる特殊な花序を形成する。小穂では短縮した花序軸にふつう複数の花（小花）がつき、その基部に1対の総苞片がある。この総苞片は苞穎とよばれ、外側のものが第1苞穎（外苞頴, first glume, lower glume）、内側のものは第2苞穎（内苞穎, second glume, upper glume）ともよばれる。カヤツリグサ科の小穂も、基部に苞（総苞片）が存在する。イネ科やカヤツリグサ科ではふつう小穂が集まって複合花序を形成しており、この複合花序に総苞がある場合、上記の小穂の苞は、小総苞片に相当する。ジュズダマ、クリノイガ、オガルカヤ、メリケンカルカヤ（イネ科）などでは、小穂がさらに集まって特殊な総苞で包まれている。
苞鞘（苞鞘片、bract sheath）
単子葉類の葉の基部は鞘になっていることが多く、このような葉は有鞘葉とよばれる。花序を腋生する有鞘葉は、苞鞘という。

## 小苞

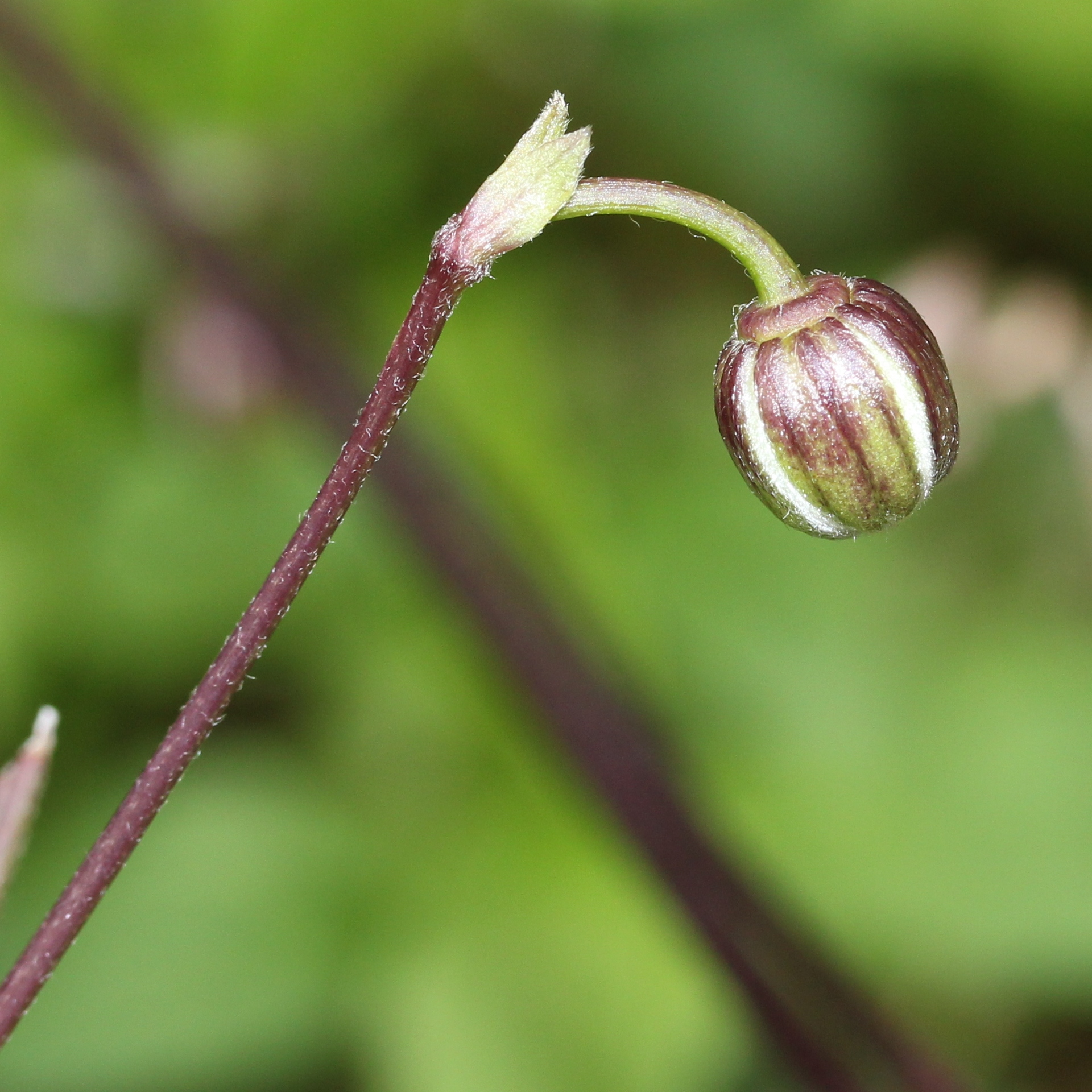
ハンショウヅル（キンポウゲ科）のつぼみ。花柄に2個の小苞がある。

花柄（1個の花をつけた柄）または花梗（花序軸; 複数の花をつけた柄）についている葉的構造は、小苞（bracteole, bractlet）ともよばれる。小苞は1個の場合や2個の場合が多いが、ナデシコ属などでは2–3対ついていることがある。マツムシソウ属（スイカズラ科）では、小苞が子房を取り巻いて膜質の襟を形成している。スゲ属（カヤツリグサ科）の果実は、特殊化した葉である果胞（perigynium）に包まれているが、この果胞は小苞に由来すると考えられている。

## 裸子植物の苞

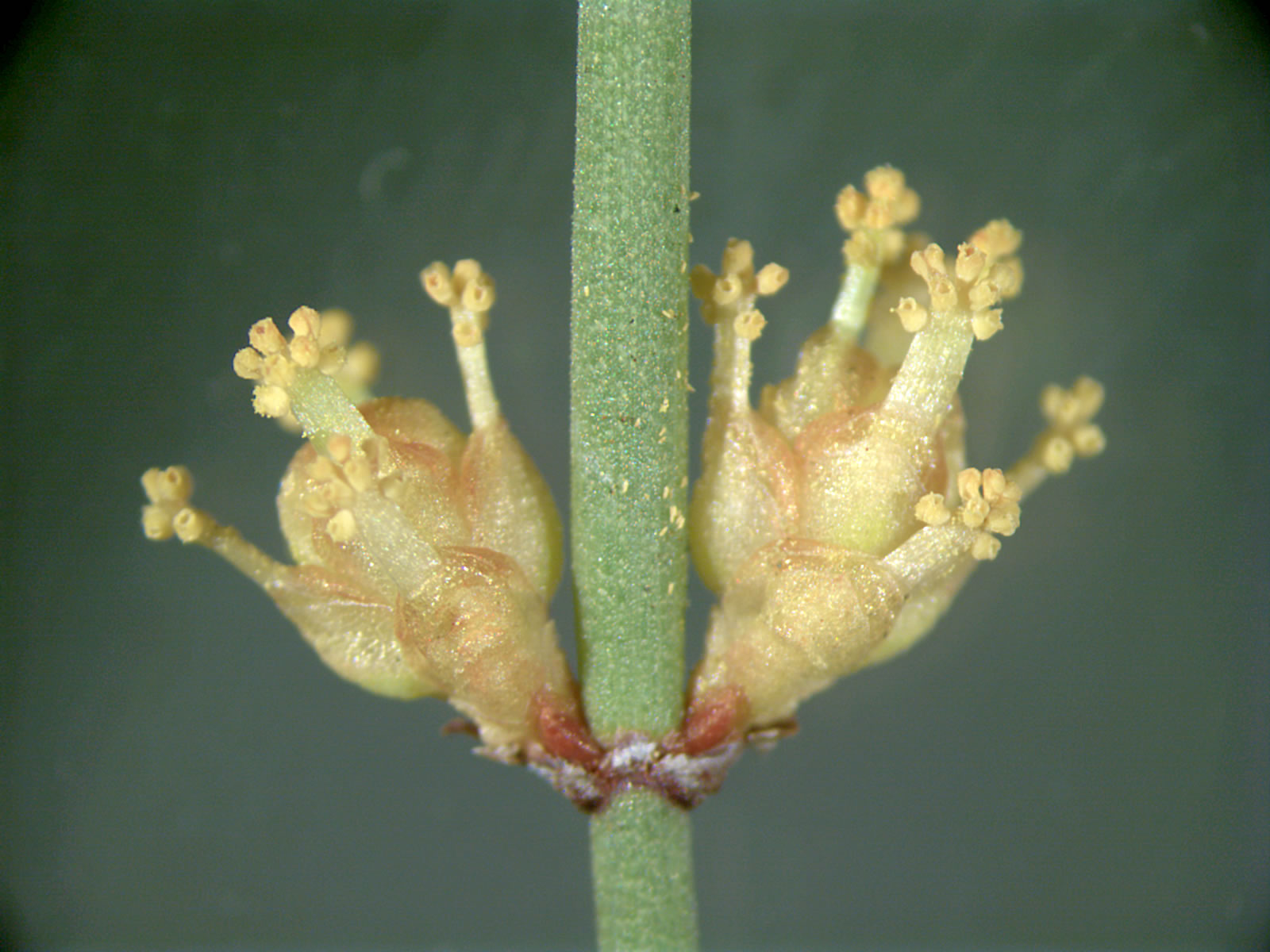
マオウ属（グネツム目）の"雄花"（雄性胞子嚢穂）

生物学的には、裸子植物の生殖器官は花とよばれないことが多い。ただし、このような生殖器官を抱く形で特殊な葉が存在することがあり、苞とよばれる。
グネツム類では、胚珠や小胞子嚢は特殊化した葉的構造で何重かに包まれており、これらの構造はふつう苞とよばれる（外珠皮や心皮、花被、花との相同性が議論されることがある）。
球果類の"雌花"（雌球花、雌性球花、雌錐、種子錐、大胞子嚢穂、雌性胞子嚢穂）は、基本的に向軸側に胚珠（種子になる）をつけた鱗片（種鱗）とそれを抱く鱗片（苞鱗）がセットとなり、これが軸に多数ついている（上図6c, d）。また種鱗と苞鱗は完全に癒合していることもある。種鱗は胚珠をつけたシュートに由来し、苞鱗はこのシュートの苞に相当すると考えられている。

## ギャラリー

タチギボウシ（キジカクシ科）の花序（各花に苞がある）
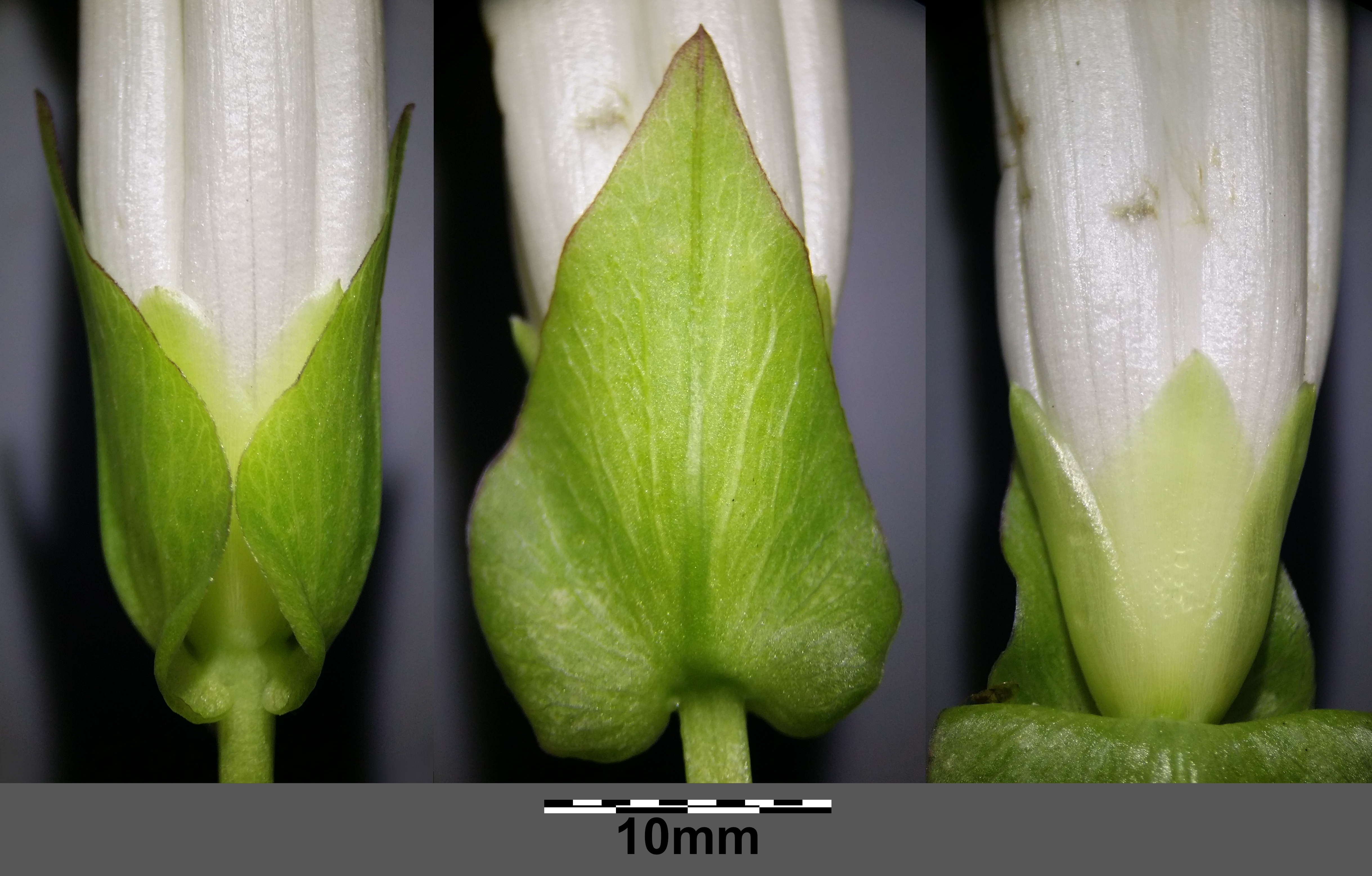
ヒルガオ属（ヒルガオ科）の花の基部（右側は苞を剥がしたもの）
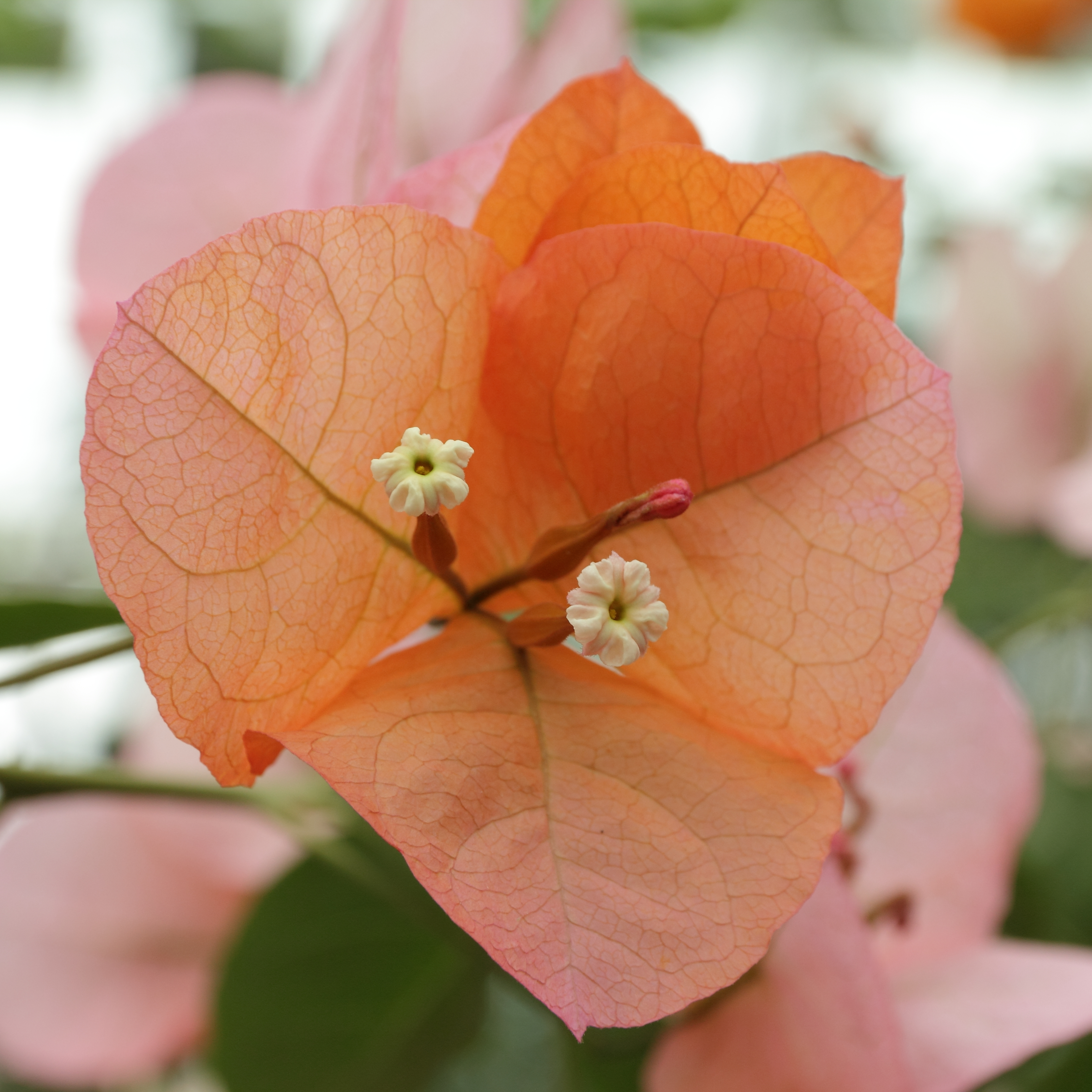
ブーゲンビリア（オシロイバナ科）の花は色鮮やかな苞の途中についている
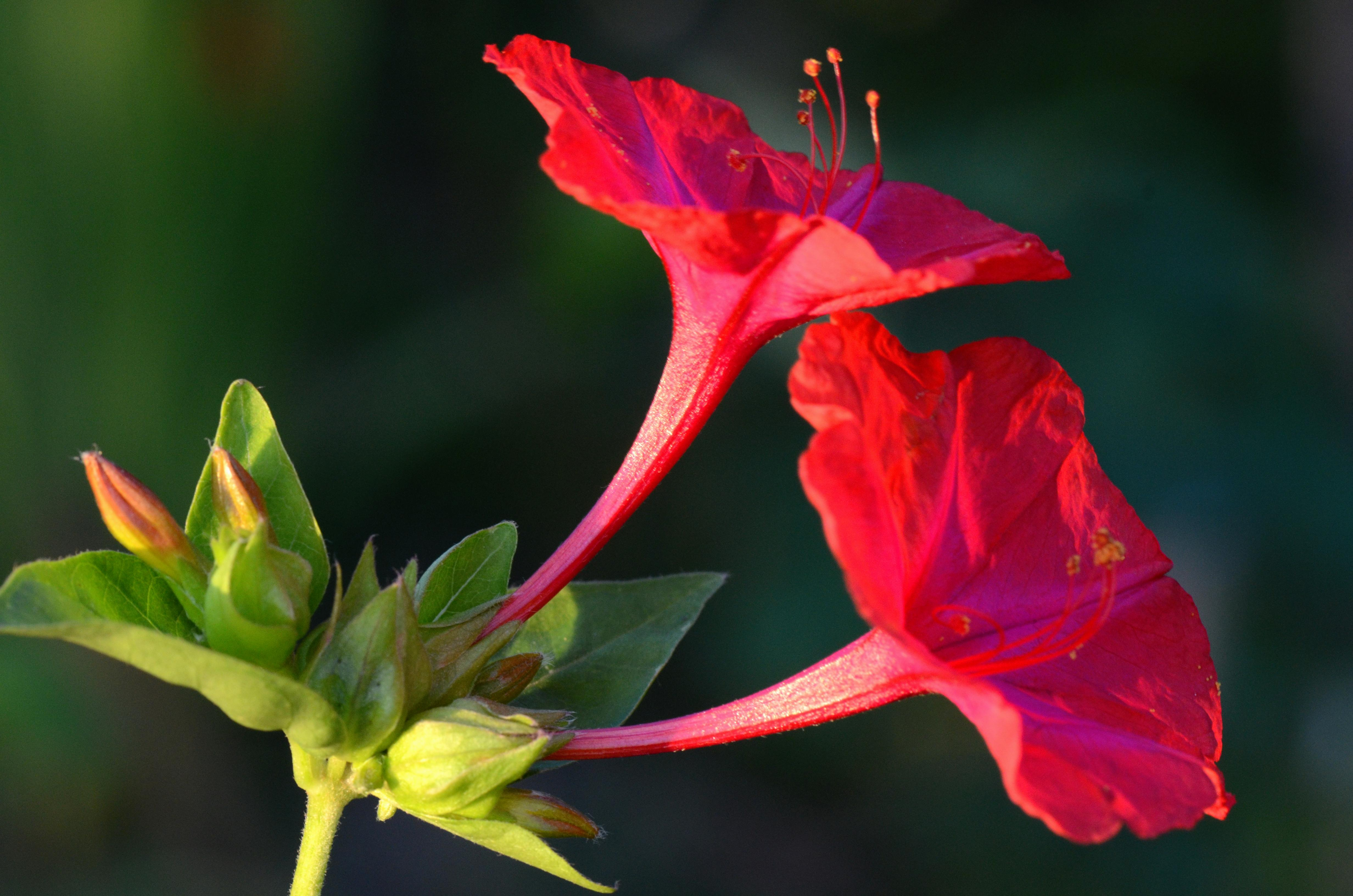
オシロイバナ（オシロイバナ科）の花（基部の萼状の構造は苞）
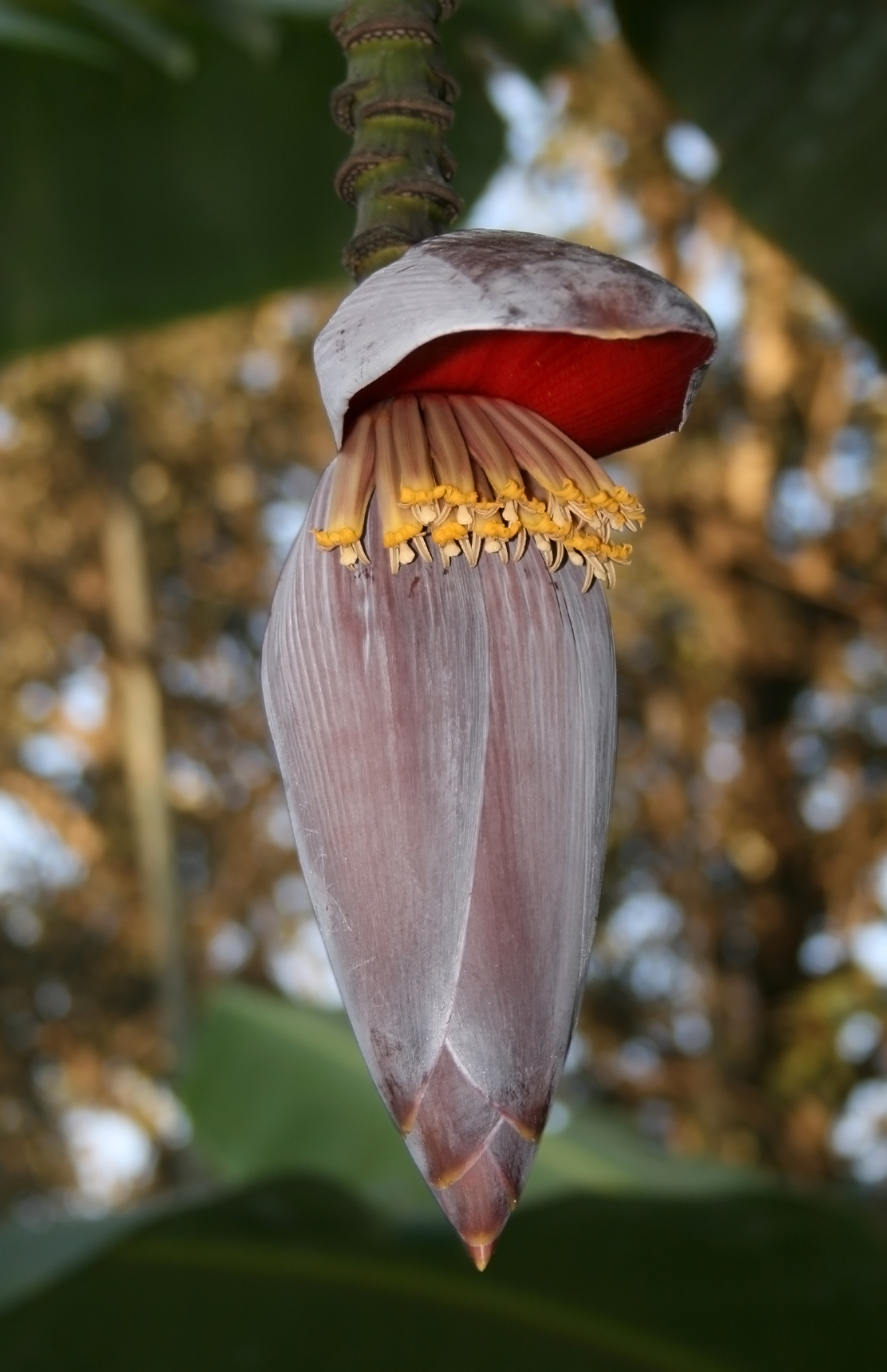
バナナ（バショウ科）の総苞と花
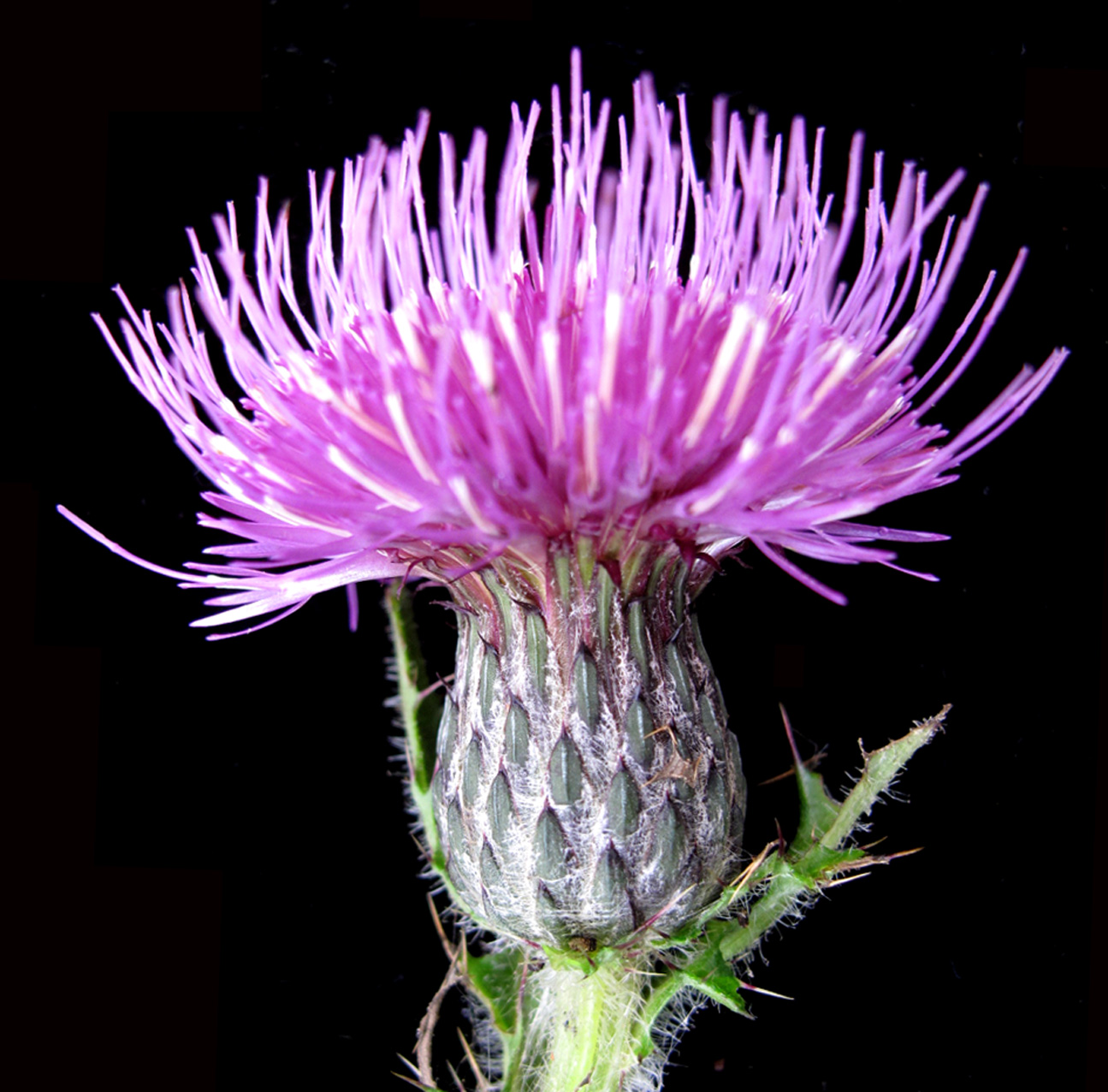
アザミ属（キク科）の頭花（基部が総苞で包まれている）